# Paleoesquimós
Os povos paleoesquimós foram povos que habitavam a região de Chukotka (por exemplo, Chertov Ovrag) na atual Rússia, em toda a América do Norte e na Gronelândia, antes do surgimento dos modernos inuítes e ou culturas esquimós afins.
O primeira cultura paleoesquimó conhecida data de aproximadamente 2500 a.C., desaparecendo por volta de 1500.